# El Salvador nos Jogos Olímpicos de Verão de 1992
El Salvador competiu nos Jogos Olímpicos de Verão de 1992 em Barcelona, Espanha.

## Resultados por Evento

### Atletismo
Lançamento de disco masculino
- Herbert Rodríguez
  - Classificatória — 43.22 m (→ não avançou)

Salto em distância masculino
- Angelo Ianuzzelli
  - Classificatória — 7.31 m (→ não avançou)

### Judô
- Juan Carlos Vargas

### Natação
- María José Marenco